# Национальный олимпийский комитет Соломоновых Островов
Национальный олимпийский комитет Соломоновых Островов (англ. National Olympic Committee of Solomon Islands) — организация, представляющая Соломоновы Острова в международном олимпийском движении. Основан и зарегистрирован в МОК в 1983 году.
Штаб-квартира расположена в Хониаре. Является членом Международного олимпийского комитета, Национальных олимпийских комитетов Океании и других международных спортивных организаций. Осуществляет деятельность по развитию спорта на Соломоновых Островах.